# انچو
انچو (به ژاپنی: 延長 Enchō) نام یک عصر تاریخی ژاپنی (نِنگُو) بود. این عصر بعد از انگی و قبل از جوهی قرار داشت و از آوریل ۹۲۳ تا آوریل ۹۳۱ میلادی به طول انجامید. در طی این عصر امپراتور دایگو و امپراتور سوزاکو حکمران ژاپن بودند.